# Eudorylas zanclus
Eudorylas zanclus är en tvåvingeart som beskrevs av José Albertino Rafael 1993. Eudorylas zanclus ingår i släktet Eudorylas och familjen ögonflugor. Inga underarter finns listade i Catalogue of Life.